# ノリウツギ
ノリウツギ（糊空木・糊樹、学名: Hydrangea paniculata ）は、アジサイ科アジサイ属の落葉低木。別名サビタ、ノリノキ（糊の木）。

## 名称
和名ノリウツギは、かつて製紙用に、この木の樹皮から糊を採ったことに由来する。そのため、別名でノリノキ（糊の木）、ニレ、ネリ、ネリキ、ノリダモ、トロロノキなどともよばれている。北海道や東北地方では、サビタという地方名のほうがよく通じる。サビタの名の由来について、植物学者の辻井達一は、「アイヌ語からきたように思えるが、アジサイの仲間が別名としてサワフサギとかサワップサギ、サワツタ、サワブタなどと呼ばれることからの転訛だと考えられる」と自身の著書で述べている。アイヌ名はラスパ・ニで、ラスパは槍の柄と穂先を継ぐ棒を指し、二は「木の」の意味である。中国名は水亞木 （別名：圓錐繡球）。

## 分布と生育環境
日本、南千島、樺太（サハリン）、中国東北部、台湾に分布し、日本では北海道、本州、四国、九州に分布する。山野や山地の低木林や林縁などに自生する。山地の沢沿いや湿った場所を好むが、あまり日陰では育たない。しばしば、湿原の中にも見られる。奈良県の大台ケ原はノリウツギの自生地として知られている。よく目立つ花で、またハナカミキリやハナムグリなどの訪花性の昆虫が多く集まる。
花は枯れてからも茶色くなって翌年まで残る。そのため、和歌山県南部の山間部では娘を嫁に出すときに「ノリウツギの花が無くなるまで帰るな」と言って送り出す地域があるという。

## 形態・生態
落葉広葉樹の低木から小高木。樹高は2 - 3メートル (m) くらいで、高いものは5 mくらいになる。木本であるが、先端がやや倒れて他の木により掛かり、つる植物のように見えることもある。成木の樹皮は縦に裂け、剥がれ落ちる。若木の樹皮は淡褐色から茶褐色で、割れる前の溝があり、皮目がまばらにある。小枝は茶褐色。
葉に葉柄があり、枝に対生し、ときに3輪生する。葉身は長さ5 - 12センチメートル (cm) 、幅3 - 8 cmの卵形から楕円形、葉先と葉脚が尖っている。葉縁は鋸歯状。表面は濃い緑色で、裏面はやや淡く、葉脈上にまばらに毛が生える。
花期は7 - 8月。枝の先に白色の小さな両性花が円錐状に多数つき（円錐花序）、花序の高さは8 - 30 cm、白または淡紅色の花弁4枚の装飾花が混ざる。両生花は直径4ミリメートル (mm) 程度、その周囲の装飾花の花弁は萼片で長さ2 cm程度で、はじめは白色だが時間が経つと淡い紫色を帯びはじめ、さらに次第に淡い紅色へと変化する。枝先には果実が冬まで残り、果柄の途中から折れてぶら下がっているものも多く、強風時には折れて転がり、種子を遠くまで運ぶ。種子は細かい。
冬芽は短い円錐形から卵形。頂芽の下には頂生側芽がある。側芽は対生するか三輪生し、芽鱗の先端が尖る。葉痕は三角形からV字形で、維管束痕が3個つく。

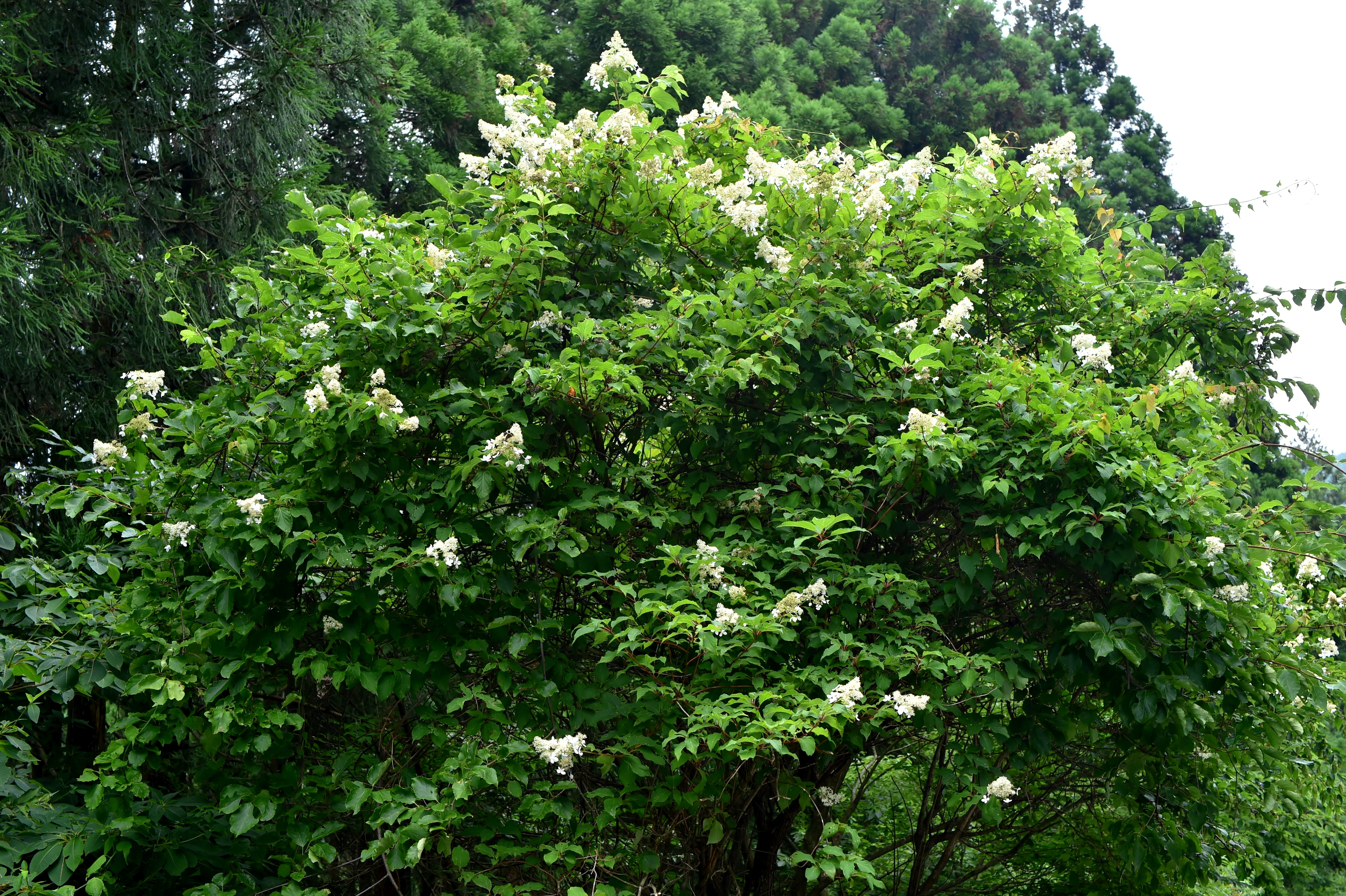
樹形
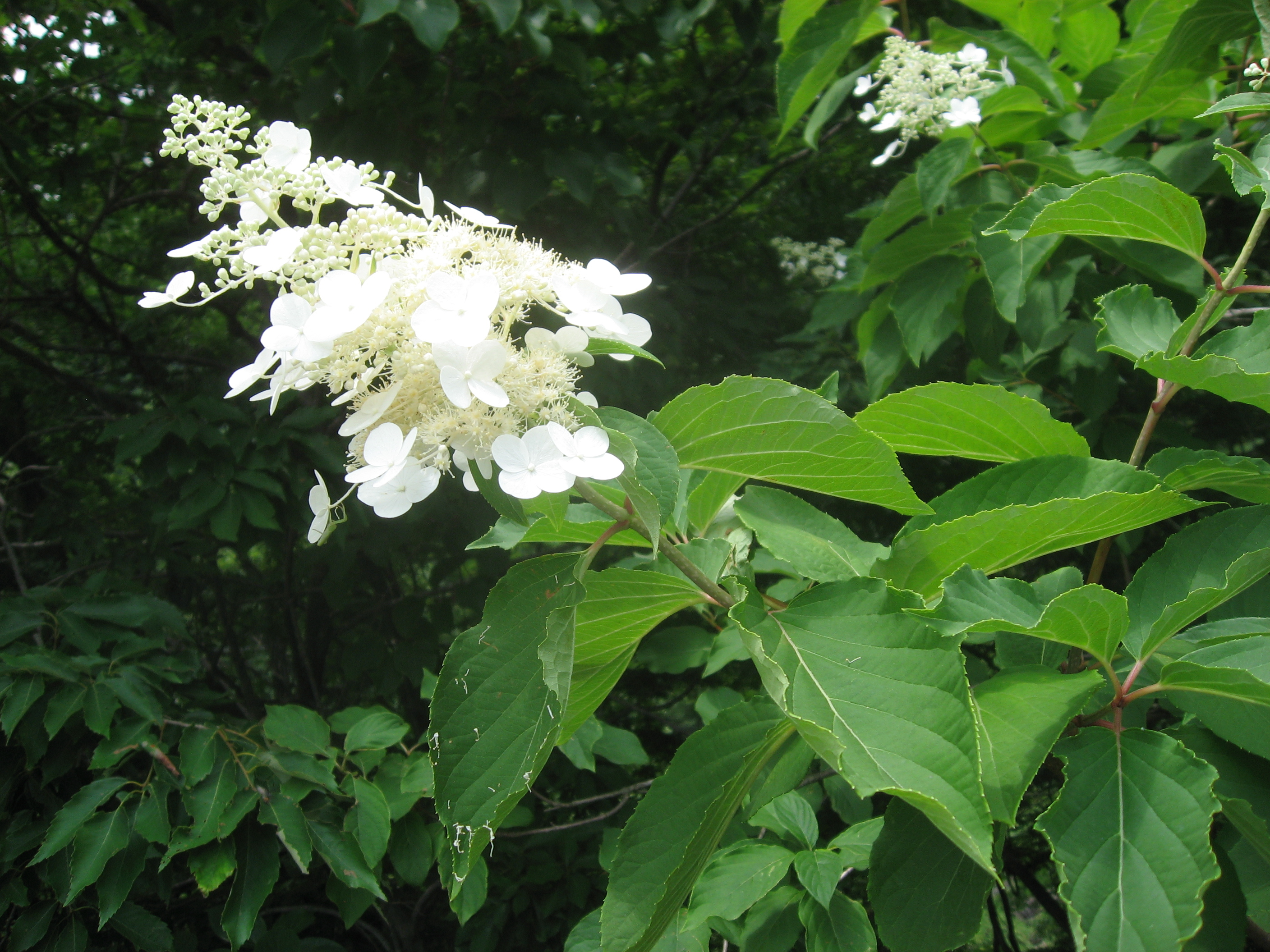
花序

## 利用

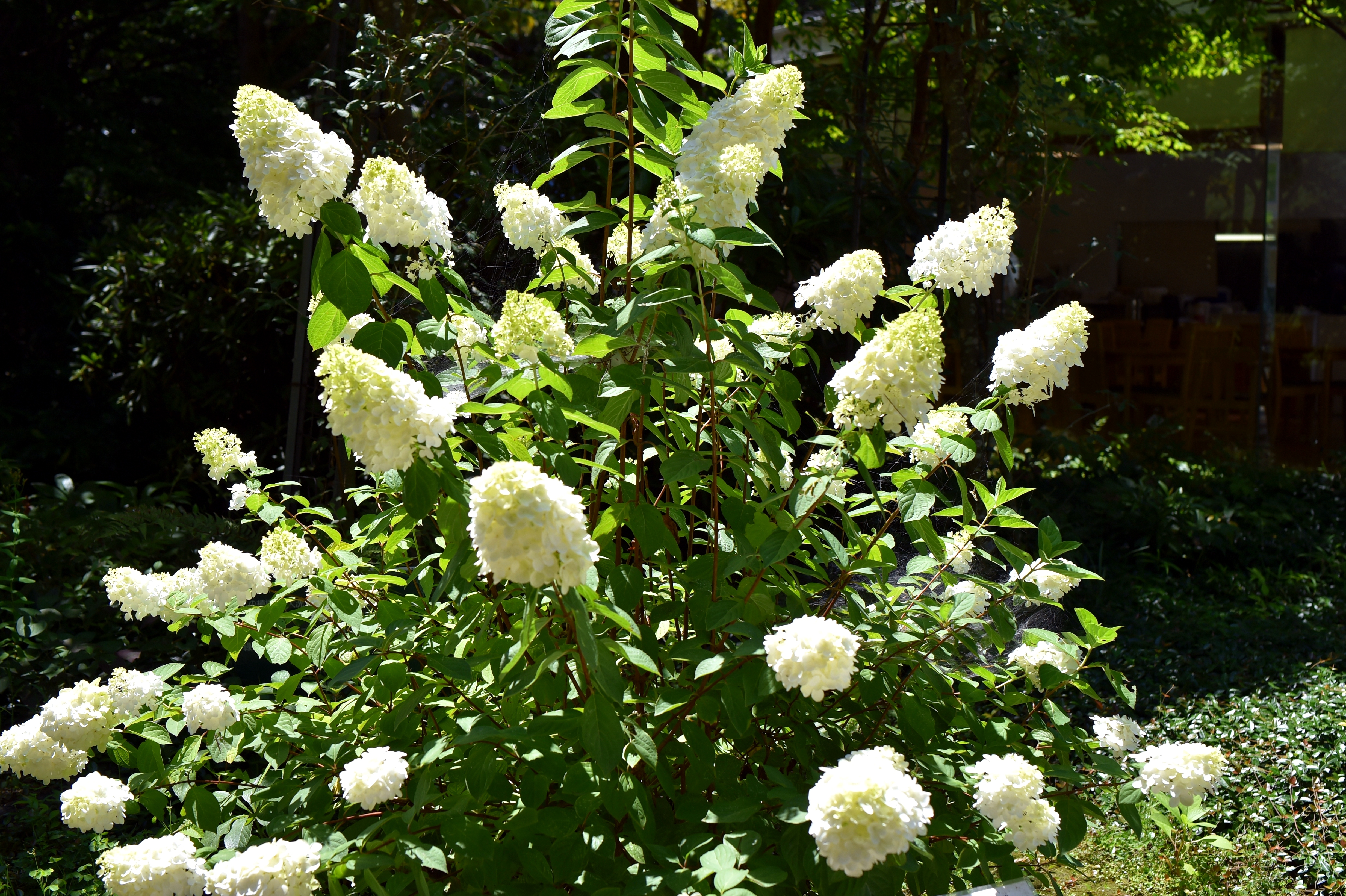
園芸品種ノリウツギ・パネンカ（水戸市植物公園）

花を楽しむために庭に植えられる。樹皮からは和紙の糊料が採れる。また、根からは喫煙具のパイプが作られることが知られている。
糊料としては粘液の高い内皮が使われるが、良質なものが採れるのは8年生以上の樹齢が経ったものが白くてよいとされた。和紙原料の不足に対応して北海道標津町では2021年からノリウツギ生産事業に取り組んでいる
。
日本では庭園樹としての利用には重用されていない傾向にあるが、かつて日本から輸入したアメリカやカナダでは、庭園や公園の植栽に使っている。なかには、アメリカで改良された新しい品種が、日本へ逆輸入されるケースもある。

## 文化
ノリウツギ（サビタ）は、釧路湿原を舞台にした原康子の小説『サビタの記憶』や『挽歌』にたびたび登場する。また、釧路の画家、佐々木栄松の描く釧路湿原の画の中に、さまざまな色に変化するサビタの花が描かれている。

## 品種
- ヒダカノリウツギ（Hydrangea paniculata f. debilis）[15]
- ビロードノリウツギ（Hydrangea paniculata f. velutina）[16]
- ミナヅキ（Hydrangea paniculata f. grandiflora） - 別名：ノリアジサイ[17]